# Richard Church
Richard Church (né en 1784 à Cork en Irlande et décédé le 8 (calendrier julien) donc le 20 mars 1873,,, à Athènes) était un militaire britannique qui fut un général de l'armée grecque lors de la guerre d'indépendance grecque.

## Guerres de la Révolution et de l'Empire
Richard Church était le second fils de Matthew Church et de son épouse Anne Dearman, tous deux quakers. Il s'enfuit de la maison paternelle et de l'école à seize ans pour s'engager dans l'armée britannique. Il devint enseigne du 13e régiment (Somersetshire) d'infanterie légère le 3 juillet 1800.
Durant la campagne d'Égypte, il participa au débarquement du 8 mars 1801, à la bataille du 13 mars, à la bataille de Canope puis à la prise d'Alexandrie. Il fut promu lieutenant dans le 37e régiment d'infanterie, alors en garnison à Malte le 13 janvier 1803. Le 7 janvier 1806, il devint capitaine d'un régiment de Corses, sa première expérience d'encadrement et d'entraînement de troupes recrutées localement. Avec eux, il participa à la bataille de Maida le 4 juillet 1806 en Calabre. Envoyé à Capri, il y soutint le siège par les forces de Murat. Il fut alors blessé à la tête.

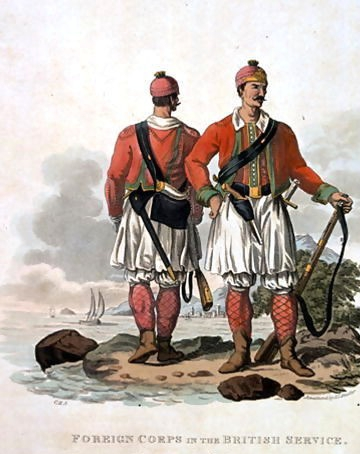
Soldats du Duke of York's Greek Light Infantry, régiment de Church, en 1812.

Il fut promu quartermaster general de l'état-major du général John Oswald (en) lors de la conquête des îles Ioniennes en 1809. Il fut grièvement blessé au bras gauche lors de la prise de Leucade.
Il profita de sa convalescence pour visiter la Grèce du nord, la Macédoine et Constantinople.
Dans les îles Ioniennes, Richard Church créa un régiment d'infanterie légère composé de Grecs, le Duke of York Greek Light Infantry. Il en fut nommé major le 9 septembre 1809. Il y forma Theódoros Kolokotrónis ainsi que Metaxas, Nikitaras, Plapoutas, Petimezas (en). Lorsqu'un second régiment du même type fut fondé en 1812, il en fut nommé lieutenant-colonel le 19 novembre. Cependant, l'Empire ottoman se méfiait de ce corps armé de Grecs : il en exigea et obtint la dissolution en 1815.
Il revint en Europe occidentale. Il fut chargé de présenter le dossier des îles Ioniennes au Congrès de Vienne. Pendant les dernières campagnes contre Napoléon, il fut observateur auprès des troupes autrichiennes : lors des campagnes de Styrie, Croatie et Istrie dans l'armée de Laval Nugent von Westmeath, dans celle de Frédéric Bianchi contre Murat, puis dans celle qui occupa le sud de la France en 1815. Il fut alors fait Compagnon de l'Ordre du Bain (CB).

## Au service des Deux-Siciles
En 1817, avec l'accord du gouvernement britannique, il entra au service de Ferdinand Ier des Deux-Siciles qui le nomma maréchal de camp et gouverneur des provinces de Bari et Otrante avec pour mission de réprimer le brigandage. Il s'acquitta de sa mission d'une façon considérée comme très sévère mais juste. En 1820, il fut décoré par le roi et nommé gouverneur à Palerme. Il arriva alors que le soulèvement carbonari avait déjà commencé. Il ne réussit pas à rétablir l'ordre. Il fut arrêté et renvoyé à Naples aux mains du gouvernement révolutionnaire. Il fut jugé mais acquitté. Il dut cependant quitter le pays et retourna donc au Royaume-Uni. George IV le fit Chevalier de l'Ordre royal des Guelfes (KCH) en 1822.
Le 17 août 1826, il épousa Elizabeth Augusta Wilmot, fille du baronnet d'Osmaston dans le Derbyshire.

## Guerre d'indépendance grecque
Il se montra favorable au soulèvement national grec dès ses débuts. Cependant, il se contenta longtemps d'un soutien via le Comité Philhellène de Londres.
Ses anciens soldats des régiments des troupes ioniennes lui demandèrent de venir à leur aide. Cependant, ce ne fut qu'en 1827 qu'il finit par venir en Grèce. Il aurait été accueilli à son arrivée par Kolokotrónis, Metaxas et les autres aux cris de : « Voici notre père ! Obéissons lui et la liberté est assurée ». Il accepta le poste de Commandant en Chef des forces terrestres grecques que lui confiait la troisième Assemblée nationale grecque. La Grèce était alors pratiquement vaincue par les Ottomans, et surtout par les troupes égyptiennes d'Ibrahim Pacha. Le Péloponnèse avait été reconquis en 1825 ; le verrou de Missolonghi était tombé en 1826 et l'Acropole d'Athènes était assiégée et sur le point de tomber.
Il échoua dans sa tentative de faire lever le siège à la bataille de Phalère. Il en fut rendu responsable, avec Thomas Cochrane. On leur reprocha principalement d'être restés à bord des navires. Le récit de la bataille par George Finlay dans son histoire de la guerre d'indépendance mécontenta fortement Church.
Richard Church se retrouva rapidement en porte-à-faux avec le pouvoir grec, principalement avec Ioánnis Kapodístrias, le chef de l'État. Celui-ci désirait se passer des services du Britannique. Afin de le pousser à la démission, il coupa les finances qui lui étaient allouées. Mais, habitué à la guerre de partisans et proche des pallikares, il continua le combat, en se finançant de façon plus ou moins légale, comme en vendant des laissez-passer.
Il mit sur pied, avec Frank Abney Hastings une campagne pour reconquérir la Grèce occidentale. Malgré des dissensions entre les deux hommes (Church se mêlait trop des aspects navals au goût d'Hastings), l'objectif fut atteint, permettant lors des négociations de ne pas avoir une Grèce indépendante limitée au Péloponnèse. Il démissionna en 1829 lorsqu'Augustinos Kapodistrias fut nommé chef des armées et donc son supérieur.

## En Grèce
Richard Church continua de défendre la cause grecque par ses publications. Son mémoire Observations on an Eligible Line of Frontier for Greece as an independant state, rédigé à Épidaure et publié à Londres en 1830 par son beau-frère Robert Wilmot-Horton, convainquit les puissances européennes de rattacher l'Étolie et l'Acarnanie (sandjak de Karlieli) au nouvel État lors de la signature du traité de Constantinople (1832). Il s'établit en Grèce et s'installa à Plaka, quartier d'Athènes, dans une maison qu'il louait à Finlay et pour laquelle il payait rarement son loyer (les archives conservent trente-deux rappels envoyés par son propriétaire). Cette maison joua un rôle politique important car elle était un lieu de réunion politique informel du parti anglais surtout lorsque Edmund Lyons était ambassadeur entre 1835 et 1849. Libéral, Richard Church encouragea et soutint le coup d'État du 3 septembre 1843. Il fut ensuite nommé sénateur en juin 1844. En 1854, il fut fait général de l'armée grecque.
Il mourut chez lui, à Athènes le 8 (calendrier julien) donc le 20 mars 1873. Il eut droit à un enterrement public. Sa tombe est au premier cimetière de la capitale grecque, juste devant l'église de Saint Lazare.